# 조지마정
조지마정(城島町)은 후쿠오카현 미즈마군에 속해있던 정이다. 2005년 2월 5일에 기타노정·미즈마정·다누시마루정과 함께 구루메시에 편입합병해 소멸하였다. . 구루메시로의 통근율은 16.8%, 오카와 시로의 통근율은 12.6%(모두 2000년 국세조사). 주로 농업(벼농사, 딸기), 주조업이 활발하였다.

## 역사
- 1889년 4월 1일 - 정촌제 시행에 수반해 미즈마군 조지마촌, 아오키촌, 에가미촌이 성립하였다.
- 1900년 5월 31일 - 조지마촌이 정으로 승격해 조지마정이 되었다.
- 1955년 2월 1일 - 조지마정, 아오키촌, 에가미촌 등 3개 정·촌이 신설합병해 새롭게 조지마정이 되었다.
- 2005년 2월 5일 - 조지마정 및 기타노정·미즈마정·다누시마루정 등 4개 정이 구루메시에 편입되었다.

## 교통

### 도로
- 국도 제385호선